# جولیان بروک-هاتن
جولیان بروک-هاتن (انگلیسی: Julian Brooke-Houghton؛ زادهٔ ۱۶ دسامبر ۱۹۴۶) قایقران اهل بریتانیا است.